# Johan Amnell (1718–1789)
Johan Amnell, född 29 maj 1718 i Alsike socken, död 13 april 1789, var en svensk präst, filolog och teolog.

## Biografi
Johan Amnell var son till Joakim Amnelius och Katarina Rahm. Fadern var kyrkoherde i Alsike socken. Amnell blev student vid Uppsala universitet 1729 och filosofie magister 1740. Han disputerade för docentur 1741 men kunde inte antas då den filosofiska fakulteten ansåg antalet docenter vara för stort.
År 1746 blev Amnell adjunkt vid filosofiska fakulteten och 1747 professor i grekiska. Han var Uppsala universitets rektor 1755, 1767, 1771 och 1781.
Amnell prästvigdes 1760, blev professor i teologi 1761, prost över Lagunda kontrakt 1763, kyrkoherde i Vaksala 1765 där han även blev prost samma år. Han var riksdagsman vid riksdagen 1765–1766. Som professor erhöll han frihet från föreläsningsskyldigheten 1787 och blev teologie doktor 1772.
Han var gift med Katarina Margareta Björnstjerna, dotterdotter till professorn Johannes Vallerius och dotter till ärkebiskop Magnus Beronius.